# ポルターガイスト現象

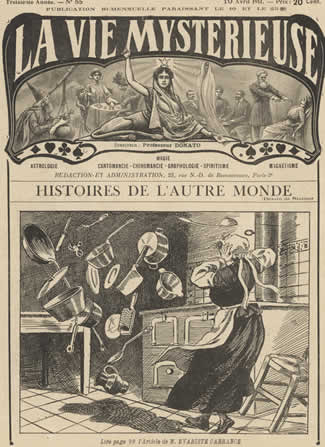
アルジェリアの14歳のお手伝いの少女が経験したポルターガイスト
（La Vie Mysterieuse, 1911）

ポルターガイスト現象（ポルターガイストげんしょう）あるいはポルターガイスト（独: Poltergeist）とは、特定の場所において、誰一人として手を触れていないのに、物体の移動、物をたたく音の発生、発光、発火などが繰り返し起こるとされる、通常では説明のつかない現象。いわゆる
心霊現象の一種ともされている。

## 解説
物体の移動としては、主として建物内部に設置された家具や、家具内に収納された日用雑貨などが挙げられる。発生する状況は一貫性が無く、住人が就寝中に移動し、起床後いつのまにか移動しているのを確認されるものもあれば、住民が起きている時に移動し、移動している状況を直接目撃されるものもある。動き方にも一貫性は無く、激しく飛ぶこともあれば、ゆっくりと移動することもある。
「誰もいないのに音が鳴り響く」といったラップ現象も、この現象の一つとして分類する研究者もいる。

## 語源
「ポルターガイスト（Poltergeist）」とはドイツ語で、poltern（騒々しい音を立てる）+ Geist（霊）、すなわち「騒がしい霊」という意味の合成語である。日本では心霊科学研究会の浅野和三郎が「ポルタアガイスト＝騒々しい幽霊」と和訳、幽霊屋敷に起きる現象として紹介した。

## ポルターガイストとされている事例
- 1661年 - 1663年、イギリスのテッドワースで起きたポルターガイスト現象。治安判事のジョン・モンペッソンは放浪者ドリールを逮捕し、ドリールから取り上げた太鼓を自分の屋敷に置いたが、それ以来太鼓の音が家中にこだまするようになった。さらに子供が空中に放り投げられたり、灰や排泄物がまき散らされたりするようになった、とされている[4]。

- 1741年 - 1747年（寛保から延享年間）のころ江戸で起きた次のような事例が1839年（天保10年）ごろに出版された東随舎（とうずいしゃ）の手による『古今雑談思出草紙（ここんぞうだんおもいでぞうし）』に記述がある、とされている。評定所書役（現在の裁判所書記官に相当）の大竹栄蔵が幼少のころ、父親が池尻村（現在の東京都世田谷区池尻）の娘を下働きに雇ったところ、不思議な現象が起こり始めた。天井の上に大きな石が落ちたようなものすごい音がしたり、行灯がふいに舞い上がったり、茶碗や皿などの食器が飛んだり、隣の部屋に移動したりした。現象は次第にエスカレートし、ある日には、雇った男が台所の庭で石臼（いしうす）を使い玄米を精米中、一服している間に、石臼が垣根を飛び越え、座敷の庭へと移動していた。栄蔵の父は連日怪音が続いて困り果てていたが、ある老人が怪現象のことを聞きつけて大竹家を訪ね、もしも池尻村の娘を雇っているなら村へ帰したほうがいい、と助言し、それに従ったところ怪現象が止まった、とされている。[5]

- 1818年 - 1829年（文政年間）に書かれた『遊歴雑記（ゆうれきざっき）』の記述。ある与力が池袋村（現在の東京都豊島区池袋）出身の娘を下働きに雇い入れたところ、家の中に石が降ったり、戸棚の中の皿・椀・鉢などがひとりでに外へ飛び出してこなごなに壊れたり、火鉢がひっくり返って灰かぐらになった釜の蓋が宙へ浮き上がるなどの現象が起きた、といった記述があるとされている[6]。

- 1848年、ニューヨーク州の「フォックス姉妹事件」

- 1967年、ドイツの「ローゼンハイムのポルターガイスト」(Rosenheim Poltergeist)

- 1977年 - 1978年, 1980年、イギリス、ミドルセックス州で起きた「エンフィールドのポルターガイスト」

- 1981年、イングランド、バーミンガム、Ward Endの「ソーントン・ロード・ポルターガイスト」（Thornton Road poltergeist）

- 1984年8月、イングランドのチェスター近くのドドルストンで起きたポルターガイスト現象。コテージで発生した。騒音が起きたり、物体が飛んだりするという一般的なポルターガイスト現象が起きたうえに、「トーマス・ハーデンと名乗る霊のほか15の霊がコンピュータを通じて通信を送ってくるという現象も生じた。この通信はコンピューターを換えたり、ソフトをチェックしても続いた」という[7]。

- 1990年以降、スコットランド、エディンバラの「マッケンジー・ポルターガイスト」（George Mackenzie参照可）。1990年からつい最近まで数百回におよぶ（まだ継続している可能性あり）。

- 1999年4月ごろから、岐阜県富加町の町営住宅団地で起きたとされるポルターガイスト現象。

- 2003年末からシチリア島で起きた現象(カンネート・ディ・カロニーア連続発火事件)。

## 解釈

### 心霊主義的解釈
心霊主義では、心霊現象の一つとされる。例えば佐藤愛子は、岐阜県富加町のポルターガイストや北海道浦河町の別荘におけるポルターガイスト現象などに関して、心霊によるものとして説明をしている。

### 超心理学的解釈
ポルターガイスト現象は「通常では説明のつかない現象」ともされる。
超心理学では超常現象として扱っている。
ポルターガイスト現象は、思春期の少年少女といった心理的に不安定な人物の周辺で起きるケースが多いとされており、その人物が無意識的に用いてしまう念力（反復性偶発性念力 recurrent spontaneous psychokinesis RSPK）によるものとする説もある。つまり、そういった能力を有する者が無意識的に物を動かし「ポルターガイスト現象」を発生させてしまう、とする考え方である。（→超PSI仮説）
例えば岐阜県富加町のポルターガイストでは、超心理学研究者の小久保秀之は「（地磁気の異常が脳に作用して）無意識的な念力現象が起こっているのではないか」との仮説をあらかじめ抱き調査用の測定器を準備した（但しその仮説は調査後に見直すことになった）。

### イタズラや錯誤類とする解釈

#### イタズラ説
- テレンス・ハインズは、ポルターガイスト現象の多くが思春期の少年少女の周辺で起こることについては、「ただ単にその年代の子供が悪戯を好むためではないか」と述べた[12][13]。実際にイタズラだと判明した例としては、例えば、と学会の本でも挙げられており[12]、また『悪魔の棲む家』はポルターガイスト事件のノンフィクションとされた小説だが、これは金儲けをたくらんだ住人と、前の住人が起こした殺人事件で心神喪失を主張しようとしていた弁護士が組んで、些細な出来事をおどろおどろしくとりあげた、でっちあげの類であった。

#### 錯誤説
- テレンス・ハインズは科学的な調査の結果、霊現象と確認された例は皆無に近い、とする[14]。また、ポルターガイスト現象は基本的に目撃証言に依存しており、原因不明な事例であっても何十年も前のもの が多く、他の疑似科学に共通する特徴と同様に「肯定派が否定派の側に立証責任を求めていること」に問題がある、と述べた[14]。
- 例えば安齋育郎は、富加町のポルターガイストで霊媒師たちの説が住民の間で広がったことについて、関係者に「後付けバイアス」と呼ばれる事後的な解釈、いわば思い込みが生まれ、噂が噂を生むこともあると指摘した[15]。

#### 振動および建物の建築不良説
- 特命リサーチ200Xでは、ポルターガイスト現象を主として「建物や土地等に隠された問題点によって 振動や騒音が発生する現象」と位置づけ、霊能者に頼んでも治らなかったが水道管を交換したら収まった例も挙げた[16]。例えば、1979年1月にイギリスのケンブリッジで起きた現象については、トイレの排水によるものであったらしい、とした[16]。また例えば、富加町のポルターガイストの諸々の怪現象の中の怪音については、日本音響研究所の鈴木が分析を行い、雑誌『ムー』の2001年6月号において、ウォーターハンマーと膨張熱でパネルがずれる音だとの判断を述べた[17]。

## 派生
コンピュータプログラミングにおいて、ほかのオブジェクトに情報を渡すだけのオブジェクトを表す。アンチパターンの一つ。